# Eishockey-Eredivisie (Niederlande) 1946/47
Die Saison 1946/47 war die zweite Spielzeit der Eredivisie, der höchsten niederländischen Eishockeyspielklasse. Meister wurden zum ersten Mal in der Vereinsgeschichte überhaupt die T.IJ.S.C. Tilburg.

## Modus
In der Hauptrunde absolvierte jede der drei Mannschaften insgesamt vier Spiele. Der Erstplatzierte der Hauptrunde wurde Meister. Für einen Sieg erhielt jede Mannschaft zwei Punkte, bei einem Unentschieden gab es einen Punkt und bei einer Niederlage null Punkte.

## Hauptrunde

### Tabelle
|    | Klub                | Sp | S | U | N | T  | GT | Punkte |
| -- | ------------------- | -- | - | - | - | -- | -- | ------ |
| 1. | T.IJ.S.C. Tilburg   | 4  | 3 | 0 | 1 | 14 | 13 | 6      |
| 2. | H.H.IJ.C. Den Haag  | 4  | 3 | 0 | 1 | 23 | 5  | 6      |
| 3. | A.IJ.H.C. Amsterdam | 4  | 0 | 0 | 4 | 7  | 20 | 0      |

Sp = Spiele, S = Siege, U = Unentschieden, N = Niederlagen